# 冬の時代
冬の時代（ふゆのじだい）とは、ある産業や文化活動などが低調な時代を指す慣用表現。
しばしば、ブームが去った後の時代を指し、始まりは明確だが、回復は緩やかなため終わりははっきりせず、「冬の時代は終わったのか否か」が論じられることがある。

## 日本
社会主義運動冬の時代
大逆事件（1910年）以降約5年間をさす。堺利彦は〈売文社〉をおこし、文筆に力を注ぎ、荒畑寒村と大杉栄は、雑誌『近代思想』を発行し、言論活動の場をつくったように、社会運動よりも文化運動に力を注いでいた。
『冬の時代』木下順二の戯曲（1964年初演劇団民藝）
日本のボクシング史
1980年代がこう呼ばれた。
SF冬の時代
1980年代末から1990年代全般を指す。
アイドル冬の時代
おニャン子クラブ解散後の1980年代末から1990年代前半。アイドルを参照。
テーブルトークRPG冬の時代
1990年代後半を指す。

## その他の用例
- 『ナルニア国物語』作中では、文字通り、気温が低い時代を意味する。

## 注
1. ↑  祖父江昭二『二〇世紀文学の黎明期』（新日本出版社、1993年、ISBN 4-406-02160-4）による